# Bomba nuclear B61

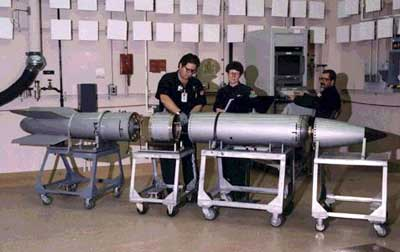
Una bomba B61 en procés de desmuntatge.

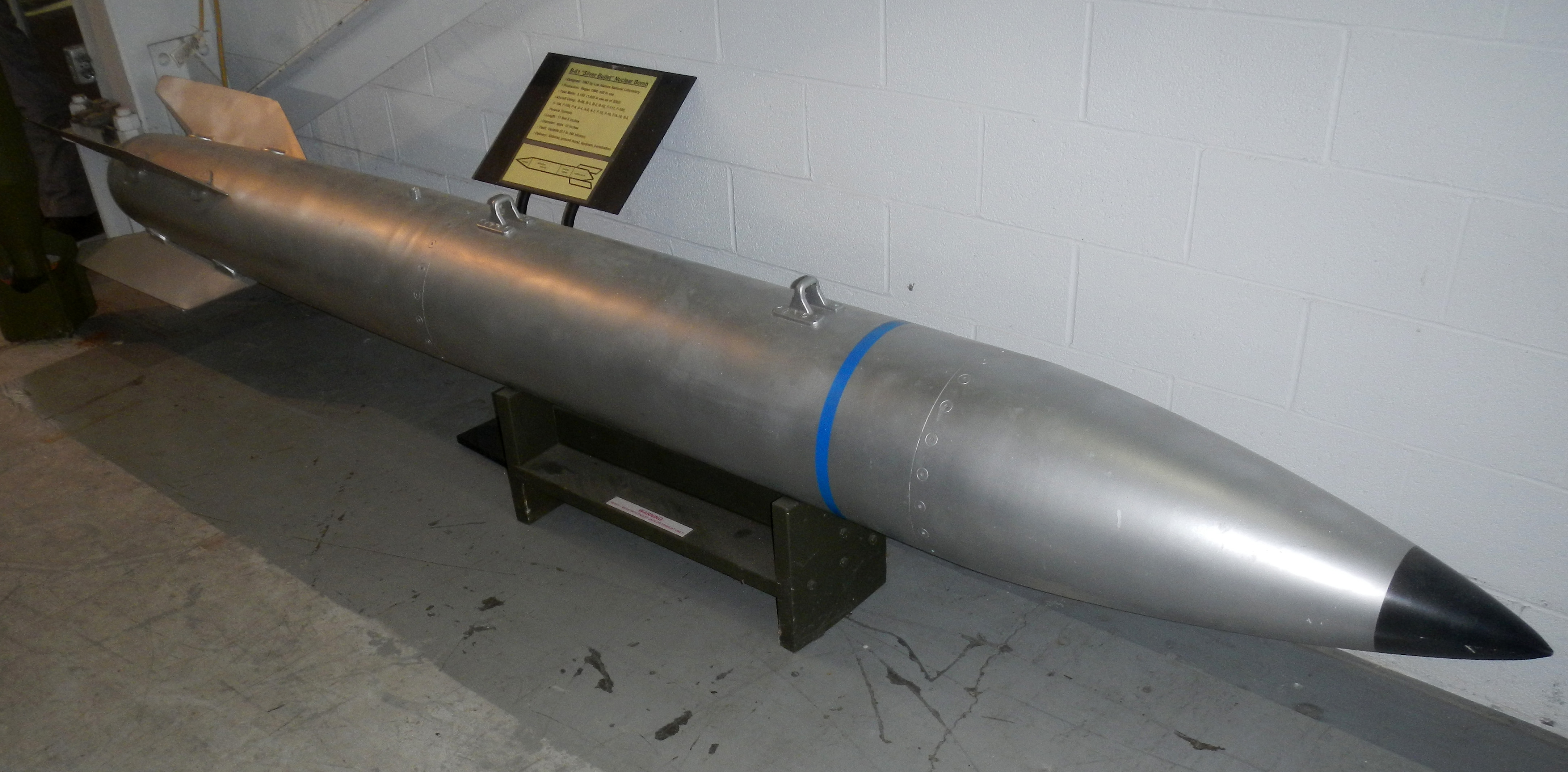
carcassa de la bomba B61; MAPS Air Museum, North Canton, Ohio.

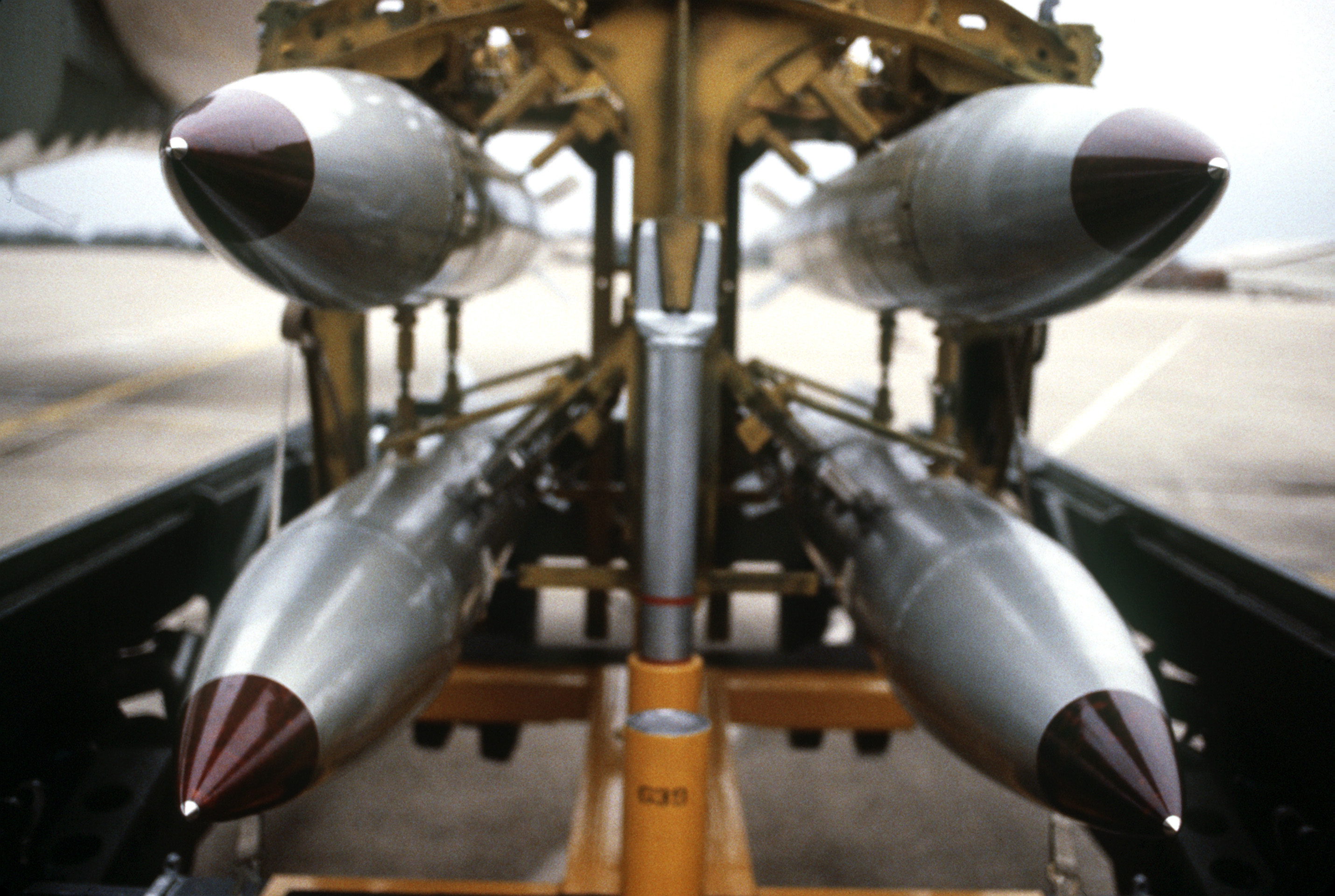
B61 sobre un bastidor de bombes.

La bomba nuclear B61 és la principal bomba termonuclear de gravetat de l'arsenal dels Estats Units d'Amèrica després del final de la guerra freda (Enduring Stockpile). És una arma nuclear estratègica i tàctica de rendiment baix a mitjà amb un disseny d'implosió de radiació en dues etapes.
El B61 té un disseny de rendiment variable ("dial-a-yield" en argot militar informal) amb un rendiment de 0,3 a 340 quilotones en els seus diferents mods. És una arma Full Fuzing Option (FUFO), el que significa que està equipada amb tota la gamma d'opcions de fusió i lliurament, inclosa la fusió d'aire i terra, la caiguda lliure, la caiguda lliure retardada i el lliurament a disposició. Té una carcassa aerodinàmica capaç de suportar el vol supersònic i és 3,56 m de llarg, amb un diàmetre d'uns 33 cm. El pes bàsic és d'uns 320 kg, encara que els pesos de les armes individuals poden variar segons la versió i la configuració de l'espoleta i el retard. A partir del 2020, està passant per una 12a modificació. Segons la Federació de Científics Americans el 2012, els aproximadament 400 B61-12 costaran 28 milions de dòlars cadascun.